# سداتيات
سداتيات (الاسم العلمي: Stemonaceae)، فصيلة نباتات أحادية الفلقة من رتبة الكاذيات. تتكون الفصيلة من أربعة أجناس مع 37 نوعًا معروفًا موزعة في المناطق ذات مناخ موسمي في جنوب شرق آسيا وأستراليا الاستوائية. تم العثور على نوع واحد أصلي في الولايات المتحدة. في النظم السابقة كانت الفصيلة تُسمى روكسبورجيا.